# American Basketball League (1961–1963)
Die American Basketball League war eine professionelle US-amerikanische Basketball-Liga, die lediglich für anderthalb Spielzeiten zwischen 1961 und 1963 existierte, bevor sie am 31. Dezember 1963 aus finanziellen Gründen aufgelöst wurde. Die kurze Geschichte der Liga war geprägt von Umzügen und Auflösungen einzelner Mannschaften, beinhaltet allerdings eine Reihe bedeutender sportgeschichtlicher Ereignisse wie die Einführung der Drei-Punkte-Linie im Basketball und die Anstellung des ersten afro-amerikanischen Trainers im US-Sport überhaupt.

## Geschichte

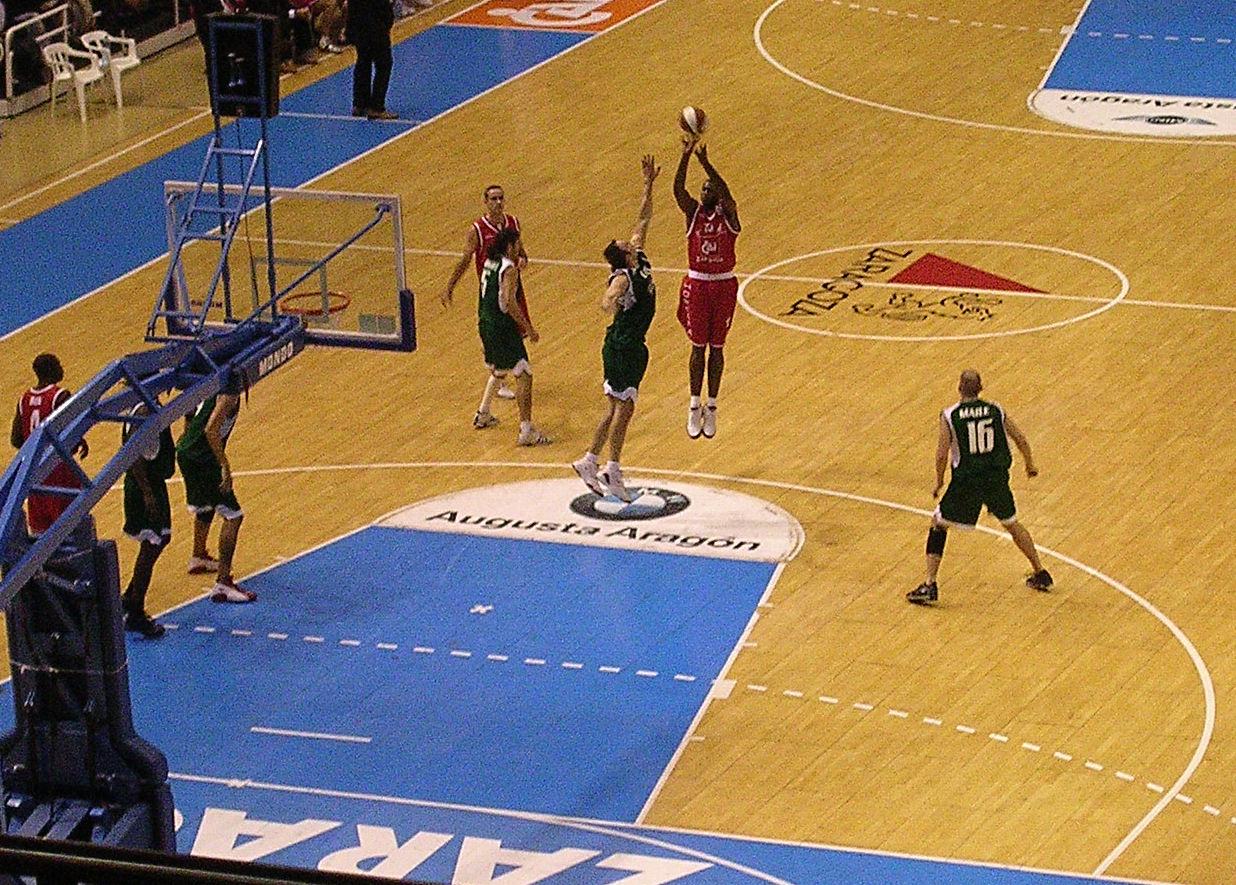
Wurfversuch hinter der halbkreisförmigen Drei-Punkte-Linie, erstmals 1961 in der ABL eingeführt.

Unter dem Namen "American Basketball League" hatte bereits von 1925 bis 1955 eine ABL bestanden. Die 1961er Organisation griff den Namen auf und startete mit acht Mannschaften in die Premierensaison. In der zweiten Saison starteten nur noch sechs und von diesen hatten drei einen Städteumzug hinter sich. Die erste (und einzige) volle Spielzeit der ABL war in zwei Hälften geteilt, mit anschließenden Play-offs. Die Finalserie 1961/62 gewannen die Cleveland Pipers mit drei zu zwei Siegen gegen die Kansas City Steers. Als die Saison 1962/63 zur Mitte der Spielzeit abgebrochen werden musste, wurde die Mannschaft aus Kansas City kurzerhand zum Meister ernannt, da sie zu diesem Zeitpunkt die beste Siegesquote aller Teams aufwies.

### Gründung
Im Jahr 1960 zog die Profimannschaft der Minneapolis Lakers von Minneapolis, Minnesota, nach Los Angeles um. Die Lakers spielten in der NBA, die ein Marketingabkommen mit Abe Saperstein, dem Besitzer des berühmten Show-Teams Harlem Globetrotters, abgeschlossen hatte. Um das Zuschauerinteresse zu erhöhen, spielten die Globetrotters zur damaligen Zeit regelmäßig zur Eröffnung vor der eigentlichen Spielansetzung einer NBA-Partie. Saperstein missbilligte den Umzug der Minneapolis Lakers, da er der Meinung war, man hätte ihm versprochen, eine NBA-Mannschaft in Los Angeles ansiedeln zu dürfen. Er überwarf sich mit der NBA und entschloss sich, eine Konkurrenzliga zu gründen. Er konnte Vertreter der National Alliance of Basketball League und des Basketballverbundes der Amateur Athletic Union davon überzeugen, mit den besten Mannschaften beider Ligen die neue "American Basketball League" zu gründen. Saperstein selbst ernannte sich zum Präsidenten der Liga.

## Bekannte Spieler und Trainer

### John McLendon
Der Besitzer der Cleveland Pipers verpflichtete 1959 John McLendon als Cheftrainer der Mannschaft. Sein Nachfolger George Steinbrenner, später Besitzer der New York Yankees, erwarb 1961 für die Pipers ein Franchise der ABL. Damit wurde McLendon zum ersten afro-amerikanischen Trainer, der je in einer US-Profiliga angestellt wurde. Später wechselte McLendon in die American Basketball Association, wo er ebenfalls der erste afro-amerikanische Trainer war.

### Bill Sharman
Nachdem der NBA-Star Bill Sharman nach langen Jahren als Aufbauspieler der Meisterteams der Boston Celtics als Spieler zurückgetreten war, plante er eine Trainerkarriere in der gleichen Liga. Als sich dafür keine Möglichkeit bot, ließ sich Sharman von Abe Saperstein als Trainer der LA Jets verpflichten, die Saperstein in Los Angeles neu gegründet hatte. Schon während der ersten Spielzeit geriet das Team jedoch in so große finanzielle Schwierigkeiten, dass es aufgelöst werden musste. Sharman wechselte daraufhin mitten in der Saison nach Cleveland, wo McLendon zwischenzeitlich aufgrund von Spannungen mit dem Teambesitzer das Handtuch geworfen hatte. Sharman holte mit Cleveland schließlich die erste ABL-Meisterschaft am Ende der Saison. Damit ist er bis heute der einzige Trainer, der Titel in drei verschiedenen US-Profiligen gewonnen hat (NBA, ABA und ABL).

### Connie Hawkins
Ebenso wie Bill Sharman sollte auch die Karriere von Connie Hawkins durch eine Aufnahme in die Naismith Memorial Basketball Hall of Fame gekrönt werden. Sie begann allerdings mit einem Wettskandal auf der Ebene des College-Basketballs, mit dem Hawkins in Verbindung gebracht wurde. Hawkins bestritt jede Beteiligung, wurde aber dennoch von seinem College verwiesen und von der NBA für den Spielbetrieb gesperrt. Hawkins unterschrieb deshalb in der neuen ABL, bei den Pittsburgh Rens. Er wurde Topscorer der Liga und zum wertvollsten Spieler der Saison 1961/62 gewählt. Nach dem Ende der ABL unterschrieb Hawkins zunächst bei den Harlem Globetrotters, bevor er doch noch einen Vertrag in der NBA erhielt. Er gehörte zu einer ganzen Reihe von Spielern, die in der ABL spielten, weil ihnen eine Anstellung in der NBA nicht gestattet wurde.

### Jerry Lucas
Nachdem Cleveland die erste Meisterschaft der ABL gewonnen hatte, verpflichtete deren Manager George Steinbrenner den landesweit bekannten College-Star Jerry Lucas für 40000 US-Dollar zu einem Zwei-Jahres-Vertrag. Die Neuverpflichtung war so spektakulär, dass sie Gespräche über eine Fusion der ABL und der NBA ins Rollen brachte. Steinbrenner hatte seine Mannschaft mit der Ergänzung von Lucas eigentlich für einen Wechsel in die Konkurrenzliga besser positionieren wollen. Tatsächlich wurde er sich mit der NBA einig, die ABL verhinderte mit einer Klage jedoch, dass die Pipers der NBA beitreten durften. Anstatt in die ABL zurückzukehren, löste Steinbrenner die Mannschaft ohne Liga schließlich ganz auf.

## Auflösung der ABL
Ohne weitere Vorzeichen verkündete die ABL am 31. Dezember 1962, mit sofortiger Wirkung den Spielbetrieb einzustellen. Als Grund wurden finanzielle Schwierigkeiten angegeben, die sich in der ersten Saison auf 1 Million Dollar und bis zur Hälfte der zweiten Saison auf 250000 Dollar belaufen haben sollen.
Rückblickend wirkten sich eine Reihe von Umständen auf den Niedergang der ABL aus. Die Umzüge verschiedener Teams waren schlecht für das Zuschauerinteresse, ebenso der komplette Rückzug zweier Teams. Als George Steinbrenner Cleveland aus der ABL abzog, ging damit auch der potenzielle Star Jerry Lucas. Grundsätzliche Probleme bereitete das Fehlen neuer Geldmittel unter den Besitzern der Mannschaften der ABL, ebenso wie der Umstand, dass Saperstein gleichzeitig die Leitung der Liga innehatte und selbst einer der Teambesitzer war.

## Sportliche Bedeutung
Zwei Regeln aus dem Spielbetrieb der ABL überdauerten das Ende der Liga und wurden von anderen Ligen übernommen. Die Drei-Punkte-Linie wurde erstmals hier eingesetzt. Später gewann sie als Spiel gestaltendes Mittel durch den Einsatz in der ABA an Popularität, so dass sie auch in der NBA eingeführt wurde – 18 Jahre nach dem Einsatz in der ABL. Ebenfalls auf ABL-Statuten geht die Verbreiterung der Freiwurflinie zurück.